# Reginella mattoidea
Reginella mattoidea is een mosdiertjessoort uit de familie van de Cribrilinidae. De wetenschappelijke naam van de soort is voor het eerst geldig gepubliceerd in 1950 door Osburn.